# Morświn zwyczajny
Morświn zwyczajny, dawniej także: morświn (Phocoena phocoena) – gatunek ssaka z rodziny morświnowatych (Phocoenidae). Spokrewniony z delfinami. Żyje samotnie lub w małych grupach.

## Nazewnictwo zwyczajowe
W polskiej literaturze zoologicznej gatunek P. phocoena był oznaczany nazwą „morświn”. W wydanej w 2015 roku przez Muzeum i Instytut Zoologii Polskiej Akademii Nauk publikacji „Polskie nazewnictwo ssaków świata” gatunkowi nadano nazwę „morświn zwyczajny”, rezerwując nazwę „morświn” dla rodzaju tych waleni.

## Występowanie
Morświn zwyczajny występuje w płytkich wodach przybrzeżnych, chłodnych, umiarkowanych do subarktycznych na półkuli północnej, (m.in. wody Bałtyku). W polskiej części Bałtyku w 1994 przebywało do 600 osobników, jednak populacja tego gatunku gwałtownie maleje. W 2014 populację morświnów żyjących w Morzu Bałtyckim oszacowano na 447 osobników. 

## Charakterystyka
| Podstawowe dane (samice są większe od samców) | Podstawowe dane (samice są większe od samców) |
| --------------------------------------------- | --------------------------------------------- |
| Długość ciała                                 | 1,5-2 m                                       |
| Masa ciała                                    | 45-65 kg                                      |
| Dojrzałość płciowa                            | 5 lat                                         |
| Ciąża                                         | 11 miesięcy                                   |
| Liczba młodych w miocie                       | 1                                             |
| Długość życia                                 | 6-20 lat                                      |

### Dane

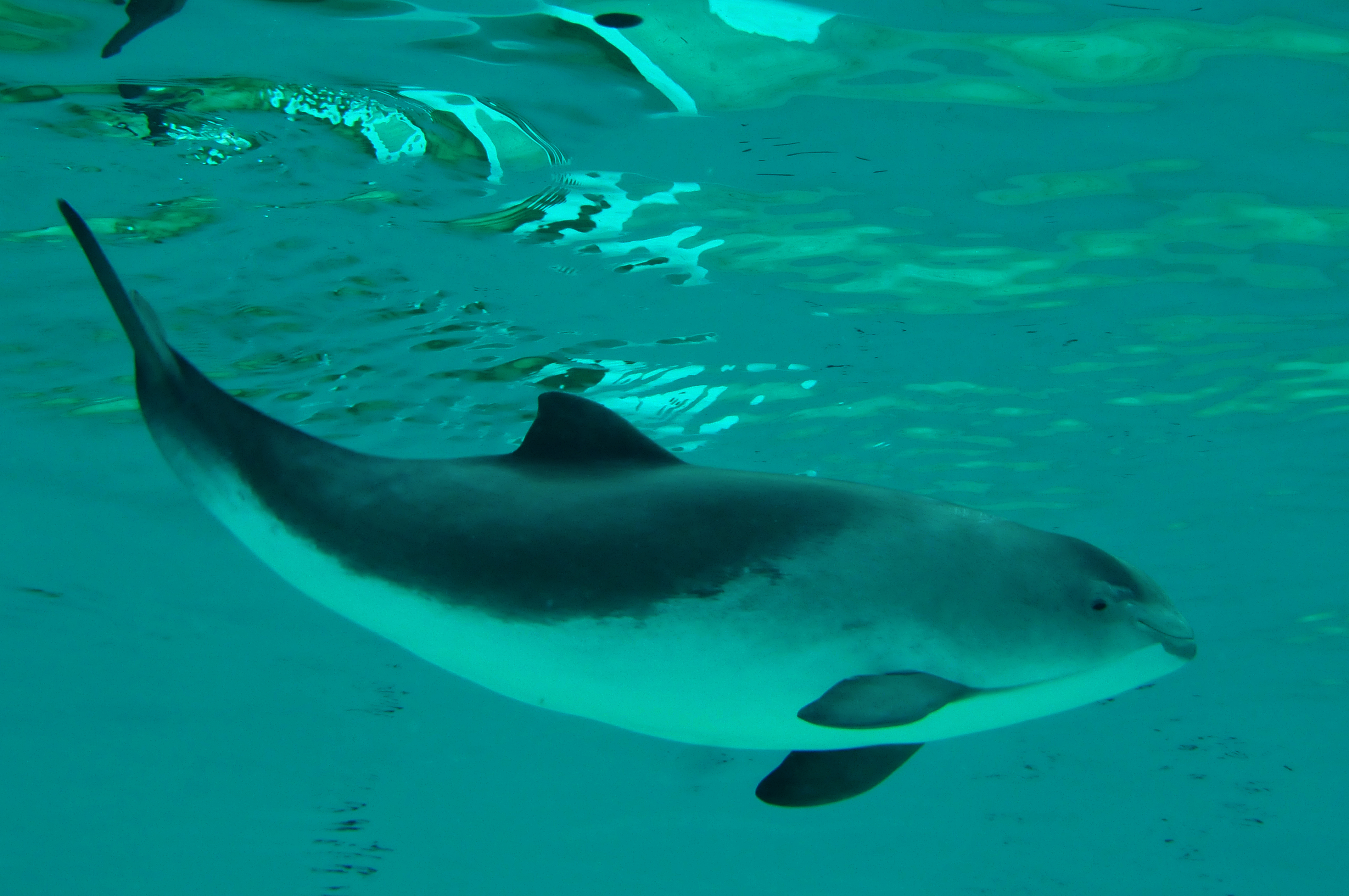

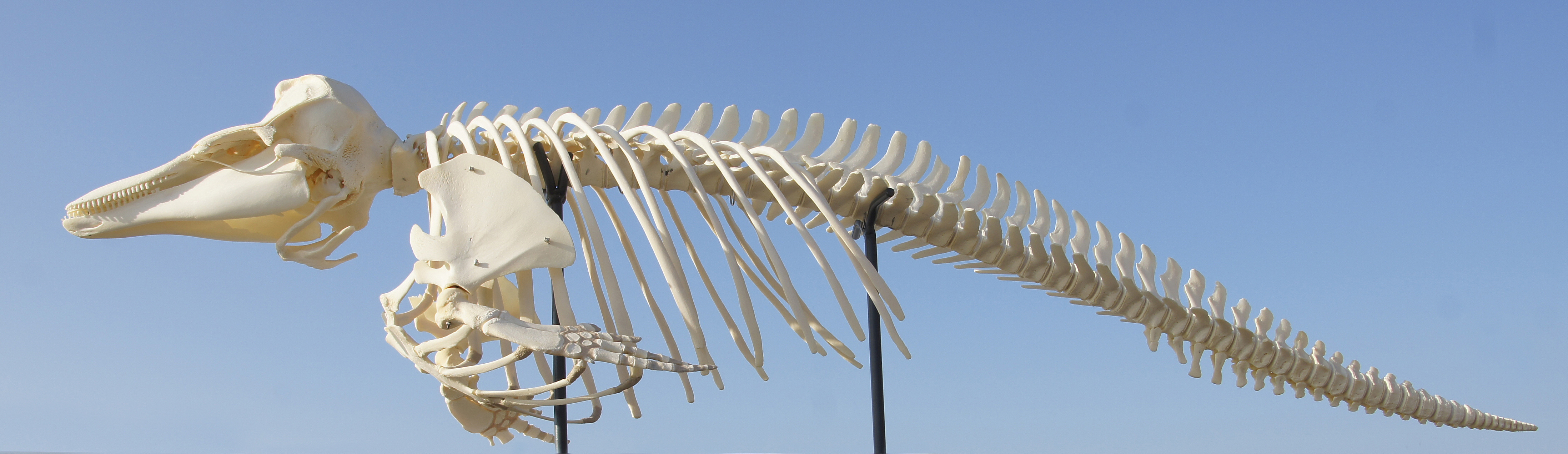

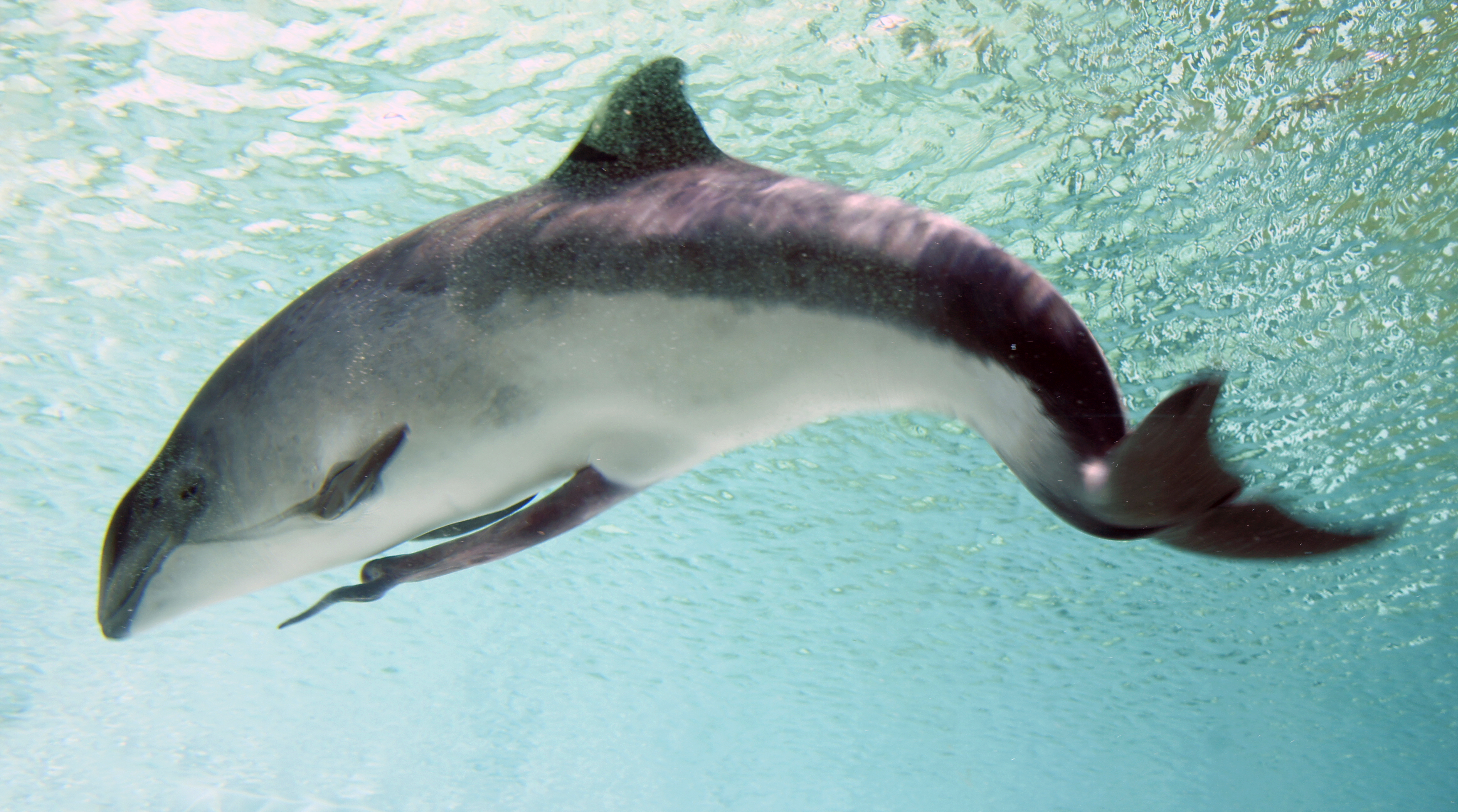

Długość: Długość ciała 1,5-2 m.
Masa ciała: 45-65 kg.
Wielkość grupy: ok. 8 osobników, grupy mogą być większe podczas żerowania.
Siedlisko: zatoki i estuaria, w których pływy lub podnoszenie zimnych mas wody z dna powodują zmętnienie wody.
Rozmieszczenie: wody półkuli północnej, na obszarach umiarkowanych i subarktycznych.

### Wygląd
Morświny zwyczajne mają krótko ścięty pysk. Zęby tego morświna są dłutowate. W górnej szczęce znajduje się 21-25 par, a w żuchwie 22-28. Płetwa grzbietowa osadzona jest bliżej ogona niż u delfinów oraz jest krótsza. Płetwy piersiowe są krótkie i trójkątne. Ubarwienie tego gatunku, co jest osobliwe wśród waleni, podobne jest do rybiego. Kolory po bokach ciała z czerni grzbietu przechodzą w biel brzucha odcieniami, a nie całymi kolorami. Jak u wielu innych waleni, tak i morświn zwyczajny, nie ma podskórnego tłuszczu na spłaszczonych płetwach. Przeciwprądowe wymienniki ciepła zapobiegają wychłodzeniu. Wchodząca do płetwy tętnica z ciepłą krwią jest otoczona przez sieć anastomozujących żył, w których krew jest ocieplana przez przewodzenie ciepła z tętnicy. Dzięki temu krew wracająca z płetw, mających temperaturę dużo niższą niż wnętrze ciała, jest prawie tak samo ciepła jak krew tętnicza.

### Tryb życia
Pożywienie morświnów zwyczajnych stanowią przydenne i pelagiczne ryby ławicowe, zwłaszcza śledzie, makrele, sardele i witlinki, niektóre przydenne bezkręgowce. Morświny wykazują mniejszą inteligencję niż delfiny i nie przywiązują się do człowieka jak te ostatnie, toteż nie dają się chować w niewoli. Utrudnia to znacznie utrzymanie ich ciągle zmniejszającej się światowej populacji. Zdarza się, że morświny wyskakują ponad powierzchnię wody, ale zdają się nie robić tego równie spontanicznie jak delfiny. Skoki morświnów nie są akrobacyjne.

### Rozród
Zarówno samce jak i samice osiągają dojrzałość płciową przy długości 1,5 m. Młode rodzą się w lecie, po okresie ciąży trwającym ok. 11 miesięcy. Samice zwykle rodzą co roku. Noworodek ma 70–90 cm długości.

## Podgatunki
Wyróżnia się trzy podgatunki morświna zwyczajnego:
- P. phocoena phocoena – morświn zwyczajny
- P. phocoena relicta – morświn czarnomorski (kategoria IUCN: EN)[9]
- P. phocoena vomerina – morświn grenlandzki

## Zagrożenie i ochrona
W Czerwonej księdze gatunków zagrożonych Międzynarodowej Unii Ochrony Przyrody został zaliczony do kategorii LC (najmniejszej troski), natomiast podgatunek P. p. relicta do kategorii EN (zagrożony wyginięciem). Ponadto subpopulacja żyjąca w Morzu Bałtyckim została zaliczona do kategorii CR (krytycznie zagrożony). W Polsce objęty ochroną ścisłą.
Dla przypomnienia faktu o trwających od blisko 20 lat prób odbudowy populacji ssaków Bałtyku w roku 2009 Poczta Polska przygotowała serię czterech znaczków, prezentujących mieszkańców Bałtyku w jednej scenerii wybrzeża, na której przedstawione są morświn, szarytka morska, foka pospolita i nerpa obrączkowana.

## Morświn w kulturze
W Gdyni na al. Jana Pawła II znajduje się pomnik morświna.